# Media vita in morte sumus
 Media vita in morte sumus  лат. (изговор: Медија вита ин морте сумус). Усред живота ми смо у смрти. (Мартин Лутер)

## Поријекло изреке
Изрекао Мартин Лутер (петнаести / шеснаести вијек новог доба), оснивач хришћанске протестантске (лутеранске) цркве у Немачкој и један од вођа реформације. Свештеник, професор моралне филозофије на Универзитету у Ерфурту и библијске егзегезе у Витенбергу.

## У српском језику
У српском језику се каже: Смрт нам је увијек за вратом.

## Тумачење
Смрт стално пријети. Свакога тренутка она је у опозицији животу. Не смије се заборавити да је и у најживотнијем тренутку и смрт са нама.